# WWE Magazine
WWE Magazine, noto come WWF Magazine fino al 2002, è stata la rivista ufficiale della World Wrestling Federation/Entertainment, pubblicata con cadenza mensile tra il 1984 e il 2014.
La particolarità di tale rivista era quella di mantenere sempre la kayfabe, ovvero di riportare ciò che accadeva nel corso degli show come se essi fossero reali.

## Storia
Nel corso degli anni WWE Magazine ha subito diversi cambiamenti. Per i primi due numeri usciti si intitolò WWF Victory Magazine, per poi cambiare titolo in World Wrestling Federation Magazine a partire dalla terza uscita (aprile/maggio 1984) dove campeggiava in copertina il campione mondiale Hulk Hogan, stella della compagnia.
Il titolo venne presto abbreviato in WWF Magazine per comodità e la pubblicazione continuò a cadenza bimestrale fino al giugno 1987, per poi diventare mensile. Per diversi anni, WWF Magazine svolse la funzione di organo ufficiale kayfabe delle storyline della federazione; i vari articoli corredati da foto a colori includevano biografie dei wrestler raccontando storie più o meno romanzate e la descrizione di feud (rivalità), anticipazioni o risultati dei vari pay-per-view, editoriali, ed altri articoli indirizzati a un pubblico più giovane; estratti dalle lettere indirizzate alla redazione, principalmente da parte di fan che commentavano le varie storyline, venivano anch'esse pubblicate. Non mancavano inoltre inserti pubblicitari atti a sponsorizzare i vari gadget collegati alle superstar WWF.
Nell'aprile 1996, la WWF decise di creare una seconda rivista intitolata Raw Magazine, a cadenza bimestrale, dal taglio maggiormente adulto e focalizzata sulla vita privata dei wrestler. Il primo numero a uscire fu nel maggio/giugno 1996, proseguendo fino al gennaio 1998 quando diventò mensile.
Nel maggio 2002, la World Wrestling Federation cambiò nome in World Wrestling Entertainment (WWE), e di conseguenza anche la rivista venne rinominata WWE Magazine a partire dal numero del giugno 2002.
Quando la WWF/E divise il proprio roster in due sezioni separate, Raw e SmackDown!, inizialmente WWE Magazine e Raw Magazine non ne risentirono, tuttavia, nel gennaio 2004 fu deciso di dedicare una rivista specifica ad ogni roster. Raw Magazine mantenne il suo titolo ma, seguendo l'esempio di WWE Magazine, iniziò a focalizzarsi solo ed esclusivamente sul roster di Raw. WWE Magazine divenne SmackDown! Magazine, trattando temi e storyline solo in essere a SmackDown!. Questo fino all'estate del 2006, quando Raw Magazine e SmackDown Magazine furono accorpate per creare un nuovo WWE Magazine che debuttò in edicola nell'agosto 2006 con Batista in copertina.
Il nuovo WWE Magazine, dal taglio "più adulto", si ispira alla formula editoriale di riviste maschili come Maxim o Stuff.
Dopo trent'anni di storia editoriale, nel luglio 2014 è stata annunciata la chiusura della testata. Nonostante la cessazione della pubblicazione regolare, alcuni numeri speciali continueranno ad essere pubblicati occasionalmente.
In rare occasioni, sprazzi di realtà hanno fatto capolino nel giornale rompendo la kayfabe; come nel caso della morte di lottatori o quando una notizia è talmente diffusa e clamorosa da non poter essere ignorata. Classici esempi si ebbero nel 1992 in occasione del vero divorzio tra Randy Savage e Miss Elizabeth, quando Savage pubblicò un breve avviso nel quale informava i fan della sua separazione da Elizabeth a causa di vari dissapori di carattere privato; e nel 1993 in occasione della scomparsa improvvisa di André the Giant.